# Dom Zarazy
Dom Zarazy – zabytkowy budynek w Gdańsku-Oliwie położony na trasie Europejskiego Szlaku Gotyku Ceglanego.

## Historia
Dzisiejszy Dom Zarazy nazywano dawniej Domem Bramnym lub Wielką Bramą. Zbudowany około XIV wieku, uważany był za perłę gotyku i stanowił główną bramę wjazdową prowadzącą w obręb łańcucha murów obronnych, które okalały mieszczące się tutaj opactwo cystersów. W dwukondygnacyjnym budynku mieściły się siedziba wójta klasztornego i kaplica św. Bernarda. Brama pełniła też funkcje reprezentacyjne – wjeżdżali nią do opactwa znamienici goście, w tym królowie polscy.
W 1709 Gdańsk nawiedziła epidemia dżumy, podczas której zmarła połowa mieszkańców miasta. Wtedy w kaplicy Domu Bramnego zaimprowizowano kwarantannę i kościół dla chorych, a do opieki nad zarażonymi sprowadzono dziewięciu mnichów – sześciu ochotników oraz trzech wyłonionych poprzez losowanie, spośród których żaden nie przeżył. Dla upamiętnienia tamtych wydarzeń dawny Dom Bramny zaczęto nazywać Domem Zarazy (niem. Haus der Pest), a kaplicę – Kaplicą Zarazy (niem. Pestkapelle).
We wschodnim schodkowym szczycie znajdują się gotyckie wnęki, a w zachodniej części przyziemia – przejazd zamknięty półokrągłym łukiem. Prawdopodobnie w XVIII wieku na budynku zainstalowano dwa zegary słoneczne. Od 1804 urzędował w nim sołtys oliwski. W 1836 wnętrze przebudowano, likwidując m.in. kaplicę, przystosowując budynek do roli sołectwa i zakładając w nim dwie cele dla przestępców. Urząd sołecki funkcjonował tu do 1910. Później budynek służył celom mieszkalnym. W 1945, pod koniec II wojny światowej, Dom Zarazy częściowo spłonął – jego odbudowa zakończyła się w 1963, a cztery lata później został wpisany do rejestru zabytków. Ulokowano w nim siedziby organizacji kulturalnych.

## Współczesność
Od 2002 w Domu Zarazy działa Stowarzyszenie „Stara Oliwa”, którego założycielką była Danuta Rolke-Poczman. Następnie w latach 2008–2021 działał tam Teatr z Polski 6 prowadzony przez Ryszarda Jaśniewicza i jego żonę Gabrielę Pewińską-Jaśniewicz, wystawiający monodramy autorstwa małżeństwa.
Stowarzyszenie „Stara Oliwa” próbowało wypromować nazwę Dom Sąsiedzki, ale tradycyjna nazwa Dom Zarazy wciąż dominuje w użyciu.
Ostatnią inicjatywą Danuty Rolke-Poczman był Oliwski Hejnał Pokoju skomponowany przez Jadwigę Możdżer, który dla niewtajemniczonych rozbrzmiewa z Domu Zarazy o godzinie 17.00, a dla wtajemniczonych o 16.60, aby upamiętnić pokój oliwski z 1660.
Założycielka stowarzyszenia Danuta Rolke-Poczman wyznaczyła w grudniu 2021, przed śmiercią, na swoją następczynię Monikę Zytke. Nowa prezes postanowiła, że Stowarzyszenie „Stara Oliwa” będzie od stycznia 2022 nosiło imię Danuty Rolke-Poczman.
27 marca 2022 w Domu Zarazy została zainaugurowana działalność sceny teatralnej im. Ryszarda Jaśniewicza. Od listopada tego samego roku funkcjonuje tam Dom Sąsiedzki.
Od 2023 w Domu Zarazy odbywają się Oliwskie Jarmarki Cysterskie.

## Galeria

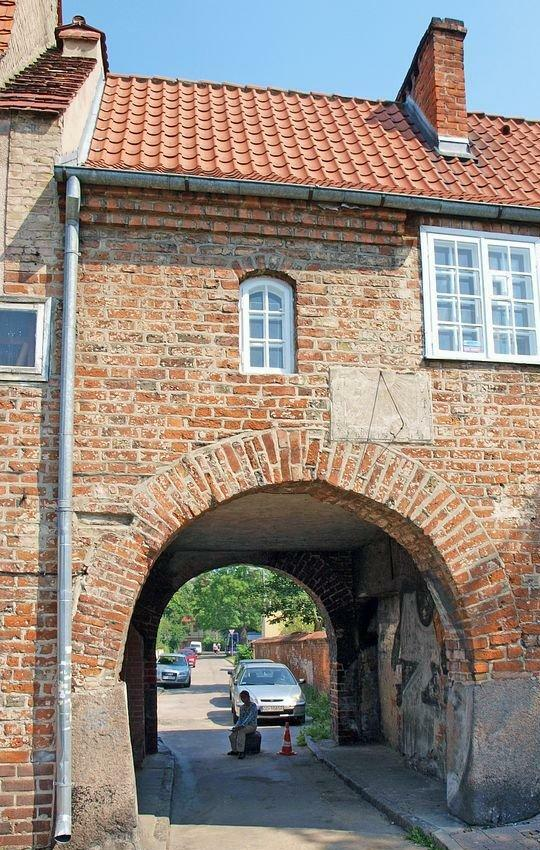
Przejazd
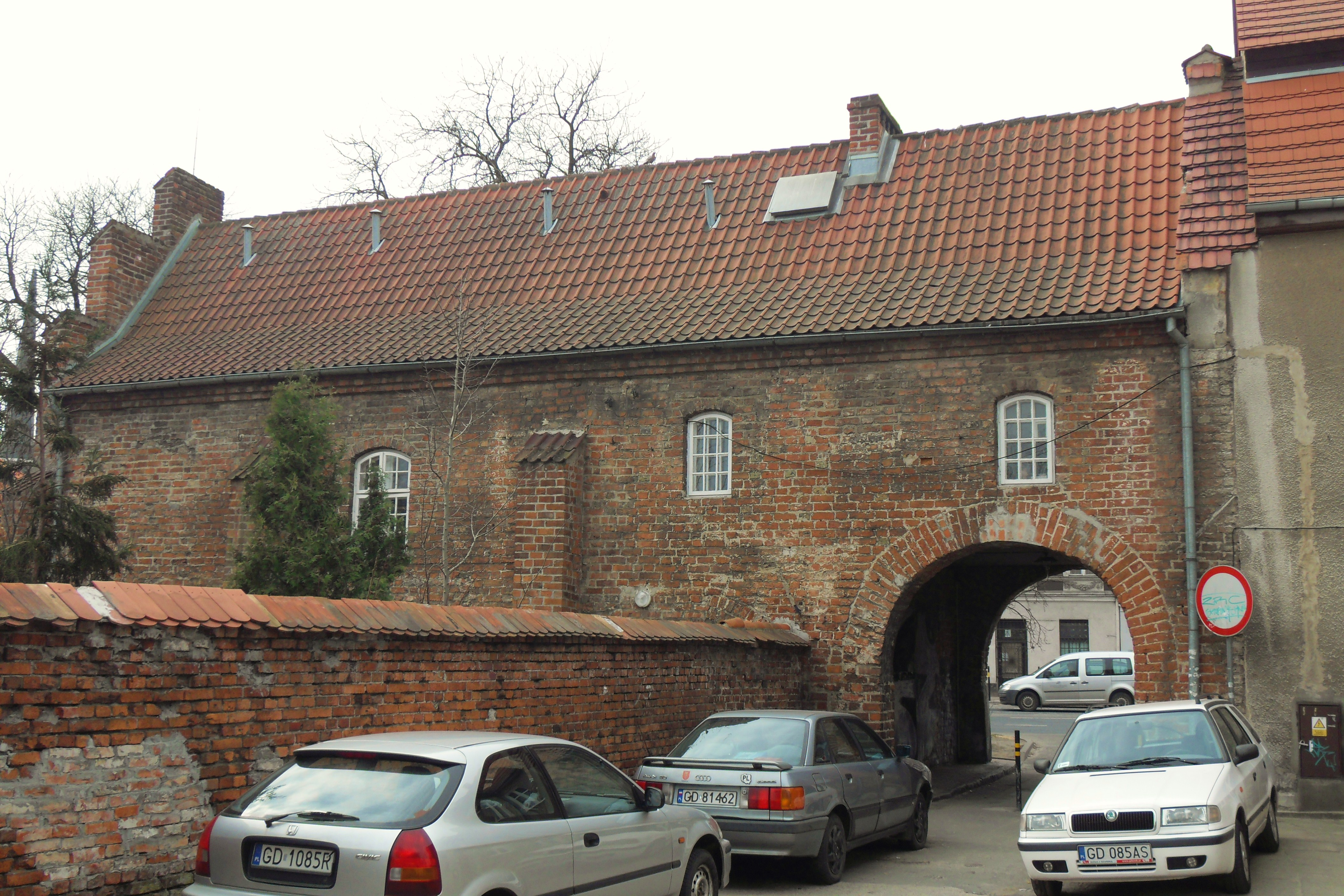
Strona wewnętrzna Domu Zarazy
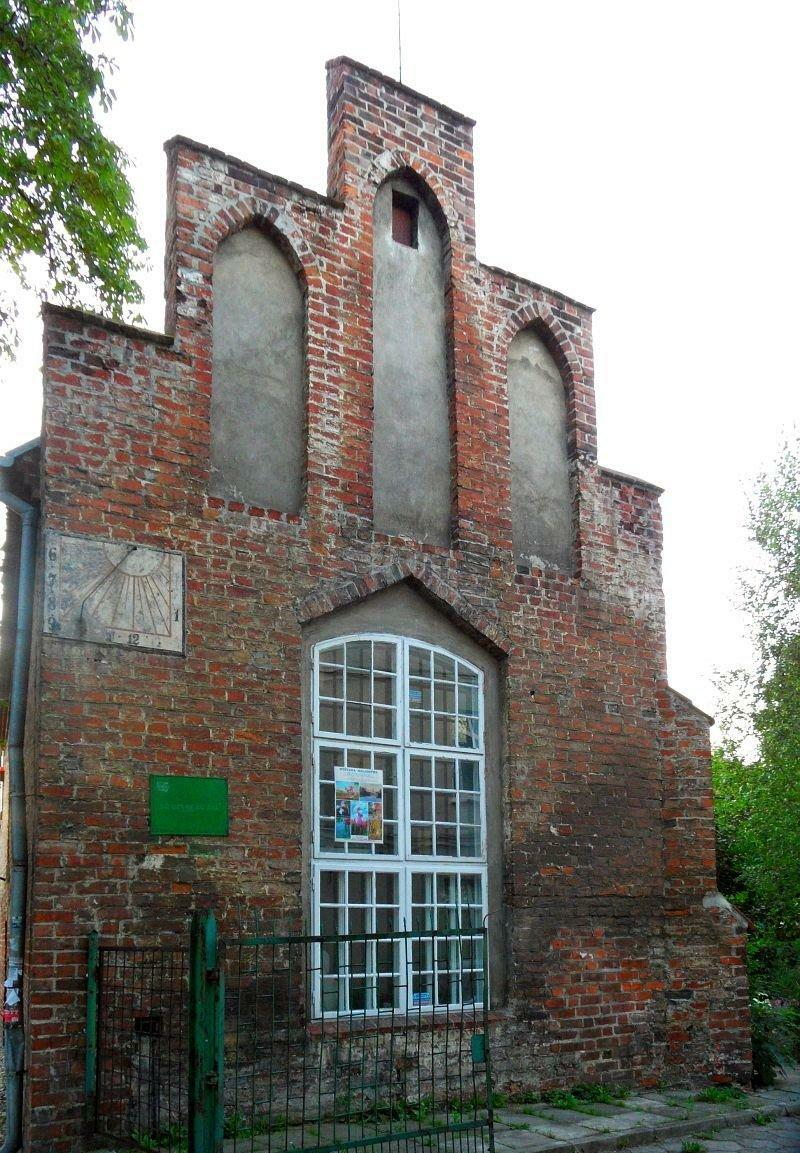
Szczyt wschodni
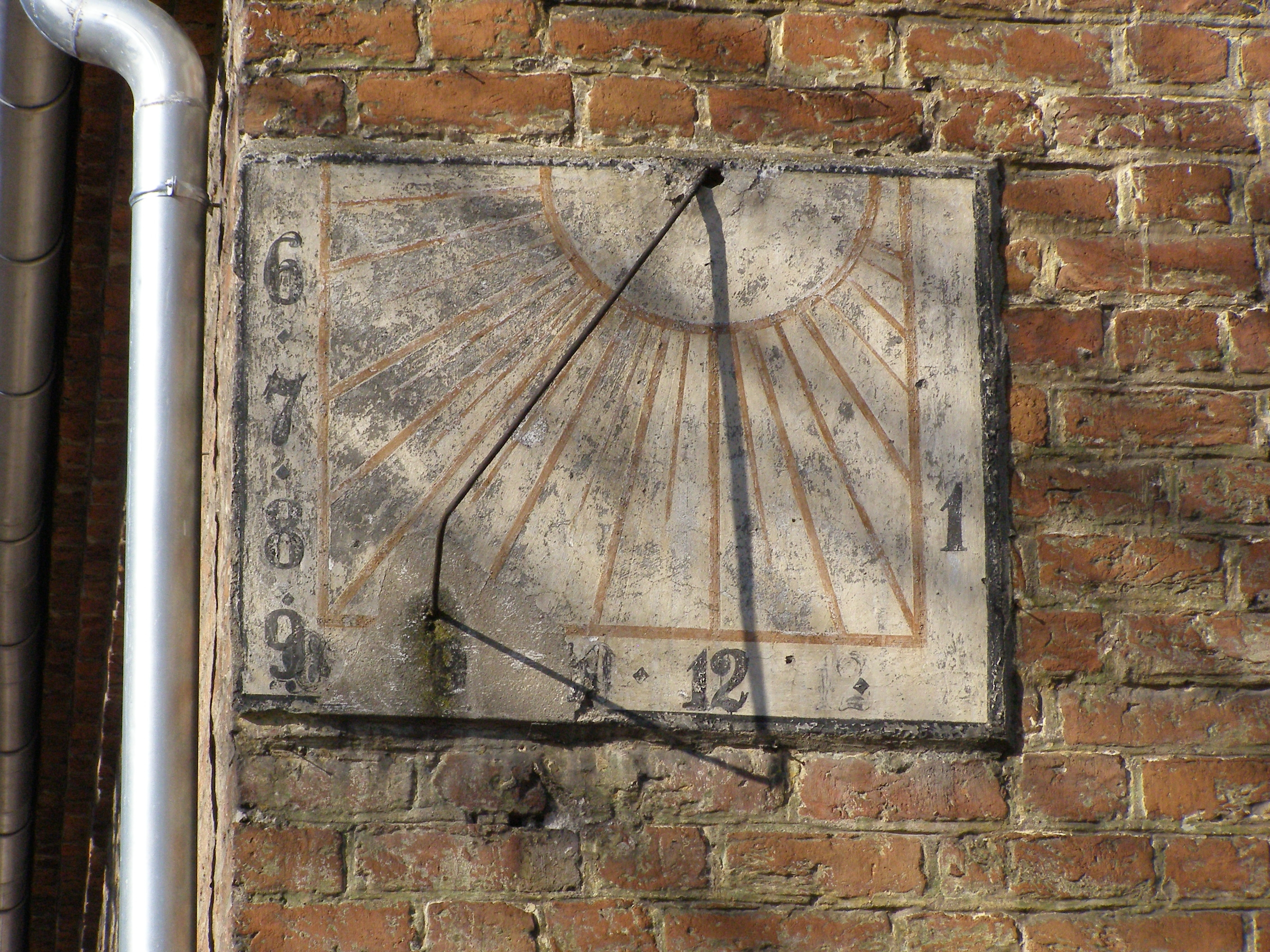
Jeden z dwóch zegarów słonecznych
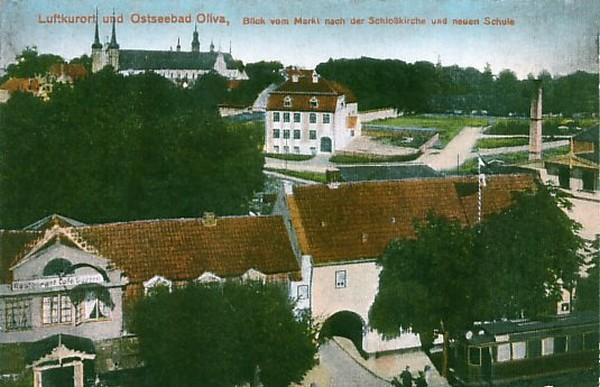
Dom Zarazy, ok. 1900